# 레소토 로티

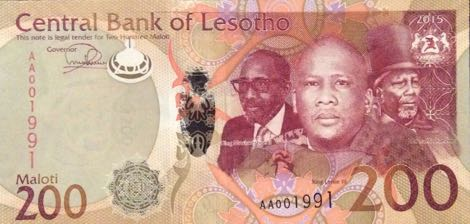

로티(loti, 복수형: maloti)는 레소토의 통화로, 1 로티는 100 리센테(lisente, 단수형: sente)에 해당된다. 로티화는 남아프리카 공화국 랜드와 공동통화지역을 기초로 1 대 1 비율로 고정환율을 하고, 랜드화와 로티화는 둘다 레소토의 법정통화이다. 로티는 1966년에 첫 발행을 했으나, 통용되고 있지 않았다. 1980년, 법정통화인 랜드를 대체하기 위해 레소토는 액면이 "로티" 와 "리센테"라는 동전을 처음으로 발행했다.

## 동전
1 센티, 2, 5, 10, 25, 50 리센테와 1 로티짜리 동전은 1980년(동전에 표시된 연도는 1979년)에 도입되었다. 2, 5 말로티짜리 동전은 1996년에 도입되었고, 20 리센테짜리 동전은 1998년에 도입되었다.
현재 유통되고 있는 동전은 5, 10, 20, 50 리센테, 1 로티, 2, 5 말로티가 있다.

## 지폐
2, 5, 10 말로티짜리 지폐는 1980년(지폐에 표시된 연도는 1979년)에 도입되었다. 20, 50 말로티짜리 지폐는 1981년에 도입되었고, 100, 200 말로티짜리 지폐는 1994년에 도입되었다.
현재 유통되고 있는 지폐는 10, 20, 50, 100, 200 말로티가 있다.

## 같이 보기
- 레소토의 경제